# Тимашевы
Тимашевы (Тимашовы, Тимошевы, Тимочовы) — дворянский род.
Потомство Венедикта Ивановича Тимашева внесено в VI часть родословных книг Калужской, Московской, Смоленской и Уфимской губерний, а другие роды Тимашевых — в родословные книги Астраханской, Киевской, Оренбургской и Симбирской губерний.

## Происхождение и история рода
Род этот разделился на несколько ветвей, связь между которыми не установлена:
1. Потомство Ивана Тимошина из Смоленска, который вместе с братом своим, Григорием, упоминается в боярской грамоте об отказе в мире польскому королю (02 июля 1566). Венедикт Иванович Тимашев был дьяком при Борисе Годунове, его сын Нефталим — за московское осадное сидение (1618) пожалован вотчиной, впоследствии голова войск посланных в Астрахань против "воровских казаков", за что пожалован придачей к окладу (1634), воевода в Курске (1635), за белгородскую службу (1646-1647) пожалован придачей к окладу, воевода в Смоленске (1656). Егор Николаевич Тимашев (IX-колено) наказной атаман Оренбургского казачьего войска. Александр Егорович Тимашев, генерал-адъютант, генерал от кавалерии, бывший министр внутренних дел, член государственного совета, кавалер ордена Андрея Первозванного.  Евдокия Петровна (урождённая Тимашева) была замужем за Петром Берингом, их сын Александр Петрович Беринг, от брака с Софией Егоровной (урождённой Паниной) имел сына Алексея Александровича, который после развода родителей по указу (22 августа 1822) получил разрешение именоваться Тимашевым-Берингом.
2. Владела значительными поместьями в Островском уезде Псковской губернии. Иван Никитич Тимашев помещик этого уезда (1702). Ветвь эта угасла в XVIII столетии.
3. Потомство Клементия Тимашева, жившего в 1-й половине XVII века.
4. Потомство Матвея Тимашева, помещика Вяземского уезда (1762).
5. Потомство Осипа Тимашева, оренбургского дворянина, сын которого, Кузьма Осипович, в службе (с 1762).
6. Потомство Прохора Тимашева, дворянина, жившего около половины XVIII столетия[1].

В Оренбургской области в селе Ташла сохранилось родовое поместье Тимашевых (Тимашовых). Там бывали писатели В. Даль, С. Т. Аксаков, композитор А. А. Алябьев, декабрист С. Г. Волконский.

## Описание герба
В щите, имеющем красное поле, изображена золотая восьмиугольная Звезда и плывущий по реке в правую сторону серебряный Лебедь, у которого видна пронзённая в шею Стрела (изм. польский герб Марцинчик).
Щит увенчан дворянскими шлемом и короной. Нашлемник: три страусовых пера. Намёт на щите голубой, подложенный золотом. Герб рода Тимашевых внесён в Часть 4 Общего гербовника дворянских родов Всероссийской империи, стр. 75.

## Известные представители
- Тимашев Степан Фомич — воевода в Изборске (1621).
- Тимашев Александр Фомич — воевода в Старой-Русе (1624—1625).
- Тимашев Иевталим Венедиктович — московский дворянин (1627—1640).
- Тимашевы: Матвей и Василий — погибли под Смоленском (1634).
- Тимашев Иван — дьяк приказов Владимирской и Галицкой четверти (1651—1652), дьяк (1658)
- Тимашев Богдан Александрович — воевода в Красном (1667).
- Тимашев Алексей Иевталимович — московский дворянин (1676—1677).
- Тимашев Дмитрий Алексеевич — стряпчий (1692)[3][4][1].